# ليمان جاي غيج
ليمان جاي غيج (بالإنجليزية: Lyman J. Gage)‏ (و. 1836 – 1927 م) هو مصرفي أمريكي، ولد في دي رويتر، كان عضوًا في الحزب الجمهوري، توفي في سان دييغو، عن عمر يناهز 91 عاماً.

## روابط خارجية
- ليمان جاي غيج على موقع إن إن دي بي (الإنجليزية)